# Lorella De Luca (doppiatrice)
Lorella De Luca (Monza, 3 aprile 1964) è una doppiatrice italiana.

## Biografia
Diplomata all'Accademia dei Filodrammatici di Milano e laureata in Lettere moderne, è attrice in spettacoli teatrali e lettrice di poesia e prosa con alcune associazioni teatrali e culturali.
Attrice e doppiatrice, è anche voce di pubblicità, documentari, audiovisivi promozionali e didattici, corsi di lingue e favole per bambini. 
Dal 2011 è la voce ufficiale dei promo del canale televisivo Cartoonito. 

## Doppiaggio

### Film
- Sien Eggers ne La famiglia Claus, La famiglia Claus 2 e La famiglia Claus 3
- Senay Gürler in Dieci giorni tra il bene e il male, Gli ultimi dieci giorni tra il bene e il male
- Kimberlee Peterson in Agguato nell'isola della morte
- Sissi Perlinger in Porky college 2 - Sempre più duro!
- Nichelle Nichols in Star Trek (film 1979, scene aggiunte ed. 2002)
- Deborah Harry in A Good Night to Die
- April Telek in The Brotherhood - Patto di sangue
- Catherine Lough Haggquist in Sea Ghost - Il fantasma degli abissi
- Mi-seon Jeon in Memories of Murder
- Roselyn Sanchez in Chasing Papi
- Kate Plec in Giovani vampire
- Patrice Johnson in Undertow
- Lauren Graham in La banda del porno - Dilettanti allo sbaraglio!
- Riona Hazuki in Retribution - Castigo
- Estelle Lefébure in Frontiers - Ai confini dell'inferno
- Parker Posey in The Eye
- Évelyne de la Chenelière in Monsieur Lazhar
- Krista Czifra in Tutti i rumori del mare
- Rona Hartner in Pollo alle prugne
- Meryl Streep in La musica del cuore (ridoppiaggio 2012)
- Josiane Balasko in Benvenuti... ma non troppo
- Catherine Mouchet in Marguerite & Julien - La leggenda degli amanti impossibili
- Angela Elayne Gibbs in Love Jacked
- Ula Tabari in Tutti pazzi a Tel Aviv
- Marguerite Ducroquet in Imprevisti digitali
- Kate Nic Chonaonaigh in The Quiet Girl
- Soledad Silveyra in Oggi sistemiamo tutto
- Marion Creusvaux in Flashback - In taxi dal passato
- Géraldine Loup in La gazza ladra

### Serie animate
- Yuki in Magica Doremì, Ma che magie DoReMi, Doredò Doremi, Mille magie Doremi e Magica
- Anko Mitarashi in Naruto e Naruto Shippuden
- Aphrodite in Wedding Peach - I tanti segreti di un cuore innamorato e Wedding Peach DX
- Califa, Carota, Albida (3ª voce) e Going Merry in One Piece
- Shiho Miyano/Sherry, Sumiko Kobayashi (5ª voce) ed Elena Miyano in Detective Conan
- Maxime "Max" Gibson e Matt McGinnis in Batman of the Future
- Rana delle caramelle e Tharta in Kulipari: L'esercito delle rane
- Sailor Metallia in Sailor Moon
- Takolo e Algebro in Mirmo!!
- Alcyone in Una porta socchiusa ai confini del sole (1ª ediz.)
- Notturnia in Sulle ali dei Dragon Flyz
- Produttrice in Golden Boy
- Amanda in Mummies Alive: quattro mummie in metropolitana
- Tigra / Greer Grant-Nelson ne I Vendicatori
- Infermiera in Kojiro: Lo spirito del vento
- Sally Poe in Gundam Wing
- Antico Drago in Yu-Gi-Oh!
- Magicò in Hamtaro
- Skyress in Bakugan
- Bunny Sprocket in Ricky Sprocket
- Teela in He-Man and the Masters of the Universe
- Mamma Bottega ne Il fantastico mondo di Richard Scarry (2ª ediz.)
- Tina in Viva Piñata
- Fly in Mack, ma che principe sei?
- Violetta in Fifi e i bimbi fioriti
- Agnese ne Le storie di Anna
- Reiko Mikami in Una miss scacciafantasmi
- Martha in Alpen Rose
- Frozen in Yui - Ragazza virtuale
- Keiko Sonoda in La rivoluzione di Utena
- Madre in Techno Ninja Gatchaman
- Asako Nakamura in Ushio e Tora
- Miria in Claymore
- Haulie in Le avventure di Chuck & Friends
- Midori Hinamori in Shugo Chara - La magia del cuore
- Zita in H2O - Avventure da sirene
- Renée in Barbie Dreamhouse Adventures
- Commissario Corpo d'Esecuzione in Akudama Drive
- Madre di Takeru in Fire Force
- Kaori Fudo in Devilman Crybaby[1]
- Lisa Tepes in Castlevania
- Sig.ra Malinky in Pinky Malinky
- Apple Bloom in My Little Pony - L'amicizia è magica
- Sayuri Ichinose in Rent a Girlfriend
- Carmen de la Cruz in Blake sotto assedio!
- Hilary Higgenbottom in La Grande B!
- Anek ne Il lungo viaggio di Porfi
- Jessie Gleeson in Sorridi, piccola Anna
- Mamma in Codice Angelo
- Six (2ª voce) in Tripping the Rift
- June Darby in Transformers: Prime
- Voce narrante in Ever After High
- Clelia in Cuccioli Cerca Amici - Nel regno di Pocketville
- Shoko in Wonder Bevil
- Tarta in Magic Knight Rayearth
- Yoko Mano in Yoko cacciatrice di demoni
- Pinky in Kikoriki
- Sig.ra Sakura in Streghe per amore
- Lisa in Megazone 23
- Tomoe in Lupin III - Una storia senza fine
- Wang Juan in Link Click

### Serie televisive, soap opera e telenovelas
- Cécile Bois in Candice Renoir e Gloria
- Paula Garcés, Tonja Walker-Davidson e Justine Boyriven in Sentieri
- Cuca Escribano, Iolanda Muínos e Amaia Lizarralde in Una vita
- Brenda Strong (2ª voce) in Tredici
- Jane Lapotaire in The Crown
- Laney Chapman in Thief - Il professionista
- Ion Overman in Love, Inc.
- Kacy Roberts Reinhart in Laguna Beach
- Mariana Gajá in Rebelde
- Ellie Harvie in Un'azienda per gioco
- Juliet Cowan in Hank Zipzer - Fuori dalle righe
- Kimberley Warnat in Niente è troppo buono per un cowboy
- Raquel Cassidy in Una strega imbranata
- Charlotte de Turckheim in Detox
- Mamen Duch in Tierra de Lobos - L'amore e il coraggio
- Marilyn McIntyre in Watch Over Me
- Petra Berndt in Tempesta d'amore
- Christine Sommer in Alisa - Segui il tuo cuore
- Ariane Séguillon in Tomorrow is Ours - Il domani è nostro
- Raquel Infante in Per sempre
- Liliana Meléndez in Isa TVB

### Film d'animazione
- Apple Bloom e Mrs. Cake in My Little Pony - Equestria Girls
- madre di Carmen e donna TG in Melanzane - Estate andalusa
- Mayumi in Mobile Battleship Nadesico - The Movie - Il principe delle tenebre
- Sandy Mellons in Disaster! La terra è fottuta
- dottoressa Poole in Space Chimps 2 - Zartog colpisce ancora
- Xerneas neIl film Pokémon - Diancie e il bozzolo della distruzione
- Renee in Barbie - Nel mondo dei videogame
- Albida in One Piece Stampede - Il film
- Signora Anzai in The First Slam Dunk
- Belos in My Hero Academia: World Heroes' Mission
- Mà Cheeks in Saving Bikini Bottom

### Videogiochi
- Gertie e Mamma in E.T. l'extraterrestre (2002)[2]
- Edith, Beatrice e Melissa Butley in Broken Sword: Il sonno del drago (2003)
- Felicia Hardy/Gatta Nera in Spider-Man 2 (2004), Spider-Man: Amici o nemici, Spider-Man: Il regno delle ombre, The Amazing Spider-Man[3] e The Amazing Spider-Man 2[4]
- Madame Amberly in Crash Twinsanity (2004)[5]
- Sam Thompson in The Getaway: Black Monday (2004)[6]
- Nina Williams in Death by Degrees (2005)[7]
- Natsumi in Ape Escape 3 (2005)[8]
- April Ryan/Raven in Dreamfall: The Longest Journey (2006)[9]
- Kilian Qatar in Command & Conquer 3: Tiberium Wars (2007)[10]
- Mariska Lutz in BioShock (2007)[11]
- Animus in Assassin's Creed (2007)[12]
- Seth Balmore in Lost Odyssey (2007)
- Kate Bowman in Mass Effect  (2007)[13]
- Katia in Il professor Layton e lo scrigno di Pandora (2007)[14]
- Sun Kwon in Lost: Via Domus (2008)
- Principessa Leila Organa in Star Wars: Il potere della Forza (2008), Star Wars: Il potere della Forza II (2010)
- Nicole Brennan in Dead Space (2008)[15], Dead Space 2 (2011),[16] Dead Space (Remake) (2023)[17]
- Caroline ed Enigmarta in Il professor Layton e il futuro perduto (2008)[18]
- Nadia in Dark Sector (2009)[19]
- Animus in Assassin's Creed: Bloodlines (2009)[20]
- Ten. Raine Bouchard in Resistance: Retribution (2009)[21]
- Sorella Teodora in Assassin's Creed II (2009),[22] Assassin's Creed: Brotherhood (2010)
- Eleanor Lamb in BioShock 2 (2010)[23]
- Aiutante Terran in StarCraft II (2010)
- Samantha Byrne in Gears of War 3 (2011),[24] Gears of War 4 (2016)[25]
- Lucy Kuo in Infamous 2 (2011)[26]
- Vex in The Elder Scrolls V: Skyrim (2011)[27]
- Despina, Jannat, Lysra e la Signora del Dolore in Diablo III (2012)[28]
- Ada Wong in Resident Evil: Operation Raccoon City (2012)
- Spike in PlayStation All-Stars Battle Royale (2012)
- Diana e Animus in Assassin's Creed III (2012)[29]
- Aletheia e Bliss Whore #1 in God of War: Ascension (2013)[30]
- Colonnello Tungsteena Zarpedon in Borderlands: The Pre-Sequel (2014)[31]
- Regina Ombranera e Spore Queen in Heroes of the Storm (2015)[32]
- Arianna, la prostituta di Yharnan in Bloodborne (2015)[33]
- Sophia in Call of Duty: Black Ops III (2015)[34]
- Aiutante di Terran in Starcraft II - Legacy of the Void (2015)[35]
- Austin Eungill, Dottoressa Amari, Dottoressa Duff, Roslyn Chambers in Fallout 4 (2015)[36]
- Martine Onziema in Deus Ex: Mankind Divided (2016)[37]
- Voce Struttura in Doom (2016)[38]
- Maureen Ferran in Call of Duty: Infinite Warfare (2016)[39]
- Rose Chapman in Detroit: Become Human (2018)[40]
- Azalea in Borderlands 3 (2019)[41]
- Moira in Assassin's Creed: Valhalla (2020)[42]
- Angela in The Dark Pictures: Little Hope[43]
- Fate radiose in Hyrule Warriors: L'era della calamità (2020)[44]
- Capitano Jocelyn Dunham in Outriders (2021)[45]
- Unimente in Marvel's Guardians of the Galaxy (2021)[46]
- Yatim, Klaus, Perchal in New World (2021)[47]
- Starcraft Adjutant in Overwatch 2 (2022)[48]
- Orphe in Immortals of Aveum (2023)[49]
- Emily Osborn in Spider-Man 2 (2023)[50]
- Sig.ra Wright in Rainbow High: Runway Rush (2023)[51]
- Renee e Nikki in Barbie Progetto Amicizia (2024)[52]
- Lindsay Harris in Dead Rising Deluxe Remaster (2024)[53]
- Allhearken in Monster Hunter Wilds (2025)[54]

### Pubblicità
- Barilla i Piccolini, Hugo Boss, Danone Actimel, Valsoia, Garnier, Kinder Ferrero, L'Oreal Preference, Chrysler Gran Voyager, FIAT Punto e molte altre.